# دویچ کالتنبرون
دویچ کالتنبرون (به آلمانی: Deutsch Kaltenbrunn) یک منطقهٔ مسکونی در اتریش است که در ناحیه ینرسدورف واقع شده‌است. دویچ کالتنبرون ۱٬۷۹۶ نفر جمعیت دارد.